# Niżniaja (Mari El)
Niżniaja (ros. Нижняя) – wieś (dieriewnia) w Rosji, w republice Mari El, w rejonie morkińskim. W 2010 liczyła 290 mieszkańców.